# Erigone convalescens
Erigone convalescens är en spindelart som beskrevs av Rudy Jocqué 1985. Erigone convalescens ingår i släktet Erigone och familjen täckvävarspindlar. Inga underarter finns listade i Catalogue of Life.